# Франсіс Куту
Франсіс Куту (фр. Francis Coutou, 15 березня 1947 — 17 січня 2019) — французький хокеїст на траві. Грав за клуб «Бордо». Увійшов до складу збірної Франції на літніх Олімпійських іграх 1972 в Мюнхені, де вона посіла 12-те місце. Грав на позиції нападника, зіграв 7 матчів і забив 2 голи (по одному у ворота збірних Уганди та Польщі).